# Guy Demel
Guy Roland Demel (sinh ngày 13 tháng 6 năm 1981) là một cầu thủ bóng đá Bờ Biển Ngà. Anh có thi đấu ở các vị trí hậu vệ phải và trung vệ. Demel bắt đầu sự nghiệp ở Pháp với Nîmes Olympique trước khi gia nhập Arsenal năm 2000. Sau đó anh thi đấu ở Đức 10 năm cho Borussia Dortmund từ năm 2001 và Hamburger SV vào năm 2005. Anh trở lại Anh thi đấu cho West Ham United từ năm 2011 tới năm 2015, sau đó gia nhập Dundee United.
Demel sinh ở Pháp nhưng chọn khoác áo Bờ Biển Ngà từ năm 2004 tới năm 2012 với 35 lần ra sân. Anh tham dự Giải vô địch bóng đá thế giới 2006 2010, cùng Cúp bóng đá châu Phi 2006.

## Sự nghiệp
Demel bắt đầu sự nghiệp bóng đá trong màu áo đội bóng hạng hai Pháp Nîmes Olympique. Anh được phát hiện tài năng và được Arsenalkí hợp đồng, và có một năm ở đó trước khi chuyển sang Borussia Dortmund. Anh rời Arsenal bởi anh nhớ nhà và do vậy các đội bóng theo đuổi anh đều thất bại khi anh chuyển sang Dortmund. Anh có trận ra mắt ở Bundesliga vào năm 2003, anh rời Dortmund để sang Hamburg SV vào năm 205, sau khi không thể giữ nổi vị trí chính thức.
Trong khi ở Hamburg, Demel trở thành hậu vệ cánh phải chính thức và một tiền vệ. Vào ngày 4 tháng 5 năm 2006, anh ký hợp đồng mới với Hamburg, giữ anh ở lại đội bóng tới năm 2010.

## Thi đấu quốc tế
Vào năm 2004, Demel, một công dân Pháp, nhận được hộ chiếu Bờ Biển Ngà. Kể từ đó anh luôn được gọi vào đội tuyển, chơi ở giải vô địch bóng đá châu Phi 2006, và có tên trong đội hình tham dự World Cup 2006 và World Cup 2010.